# Alivio para Refugiados Ateos

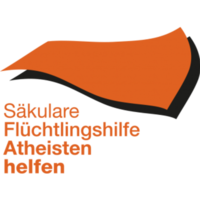
Logotipo de la organización no gubernamental.

Atheist Refugee Relief (alemán: Säkulare Flüchtlingshilfe e. V.) es una organización no gubernamental fundada en Colonia, Alemania en 2017 en defensa de los derechos humanos de los apóstatas y no religiosos. La junta está formada por Rana Ahmad, Mahmudul Haque Munshi y Stefan Paintner. Se formaron otros grupos y asociaciones en Munich (2019), Austria (2019), Hamburgo (2019), Stuttgart (2020) y Suiza (2020).
La organización ofrece ayuda práctica a los refugiados en sus contactos con autoridades, médicos y abogados, y les ayuda a encontrar acceso a cursos de idiomas e integración adecuados, o terapia fisiológica y psicológica después de violaciones de derechos humanos. Mantiene contacto regular con políticos y autoridades estatales. En los países de origen, la organización proporciona ayuda humanitaria de emergencia en crisis agudas para individuos y grupos de diversas formas.